# Synthymia
Synthymia là một chi bướm đêm thuộc họ Noctuidae.

## Loài
- Synthymia fixa (Fabricius, 1787)